# Gigamic

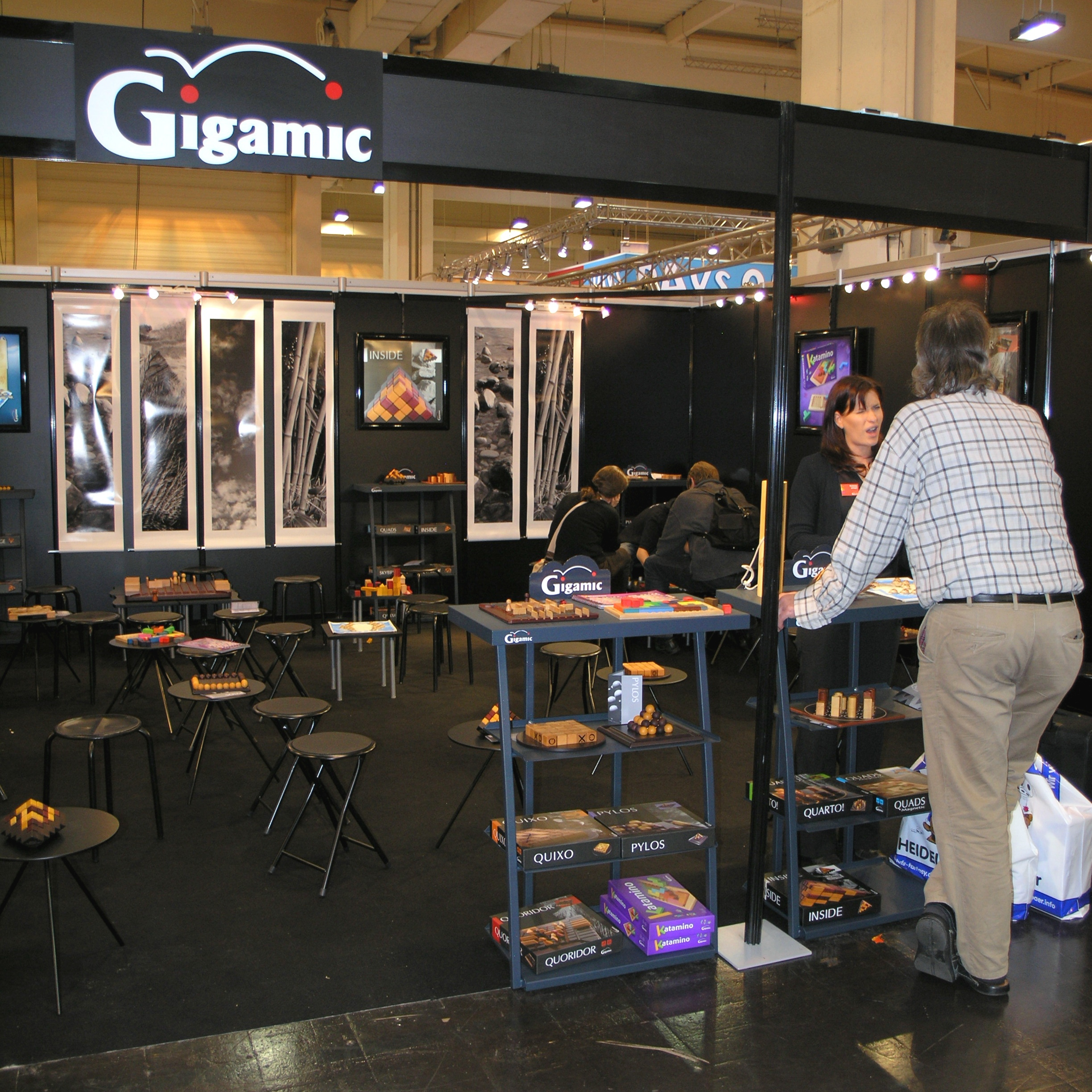
Stand di Gigamic a Essen Spiel 2008

Gigamic è un editore e distributore francese di giochi da tavolo. L'azienda è stata fondata nel 1991 a Wimereaux (Passo di Calais) da Stéphane, Ludovic e Jean-Christophe Gires.

## Storia
Inizialmente specializzata nello sviluppo di giochi astratti (Quarto!, Quoridor...), ha gradualmente diversificato dal 1996 la produzione con piccoli giochi di famiglia, in parte attraverso lo sviluppo interno, ma soprattutto attraverso la traduzione di giochi da editori stranieri (Amigo, Zoch, Drei Magier Spiele...).
Dal 2012 traduce anche giochi di editori stranieri come Trajan, Village, Keyflower, Roll for the Galaxy...) ed è presente oggi nella maggior parte dei segmenti del gioco da tavolo.
Gigamic è stato il proprio distributore in Francia dal 2003. All'estero di solito vende i suoi giochi con il proprio marchio, attraverso distributori locali.

## Giochi
Lista parziale
- Quarto!
- Quoridor
- Squadro
- Pylos
- Quixo
- Marrakech